# Bryzgów
Bryzgów (prononciation : [ˈbrɨzɡuf]) est un village polonais de la gmina de Borkowice dans le powiat de Przysucha de la voïvodie de Mazovie dans le centre-est de la Pologne.
Il se situe à environ 5 kilomètres au sud de Borkowice (siège de la gmina), 10 kilomètres au sud de Przysucha (siège du powiat) et à 107 kilomètres au sud de Varsovie (capitale de la Pologne).

## Histoire
De 1975 à 1998, le village appartenait administrativement à la voïvodie de Radom.